# Jorge Lorenzo
Jorge Lorenzo Guerrero (Palma de Mallorca, Islas Baleares, 4 de mayo de 1987) es un expiloto de motociclismo y piloto de automovilismo español. Ha ganado cinco títulos del Campeonato del Mundo de Motociclismo en dos categorías diferentes: bicampeón del mundo de 250cc (2006 y 2007), tricampeón del mundo de MotoGP (2010, 2012 y 2015), y tres veces subcampeón en 2009, 2011 y 2013. En la categoría reina obtuvo un total de 47 victorias, 114 podios, 42 poles position y 30 vueltas rápidas. Ha competido en la máxima categoría con los tres grandes equipos de motociclismo de su momento: Yamaha desde 2008 hasta 2016, Ducati desde 2017 hasta 2018, y Honda en 2019.
El día 14 de noviembre de 2019, en rueda de prensa en el Circuito Ricardo Tormo de Valencia, tras una pésima temporada, decide anunciar su retirada como piloto en activo.
En 2020 participa en la primera temporada del programa de televisión Mask Singer interpretando al Cuervo, donde quedó en cuarto lugar. En 2022 es contratado por DAZN como comentarista de las transmisiones del Campeonato Mundial de MotoGP en España.
En 2023, participó en el campeonato de Porsche Supercup con el equipo Team Huber Racing con Licencia Italiana.

## Biografía
Su padre es Chicho Lorenzo, quien le fabricó su primera moto cuando tenía tres años y fue su entrenador técnico hasta que cumplió los dieciocho. Su madre es María Guerrero, que llegó a competir en algunas pruebas de resistencia y velocidad. También tiene una hermana menor llamada Laura. Jorge creció en un ambiente de carreras desde su nacimiento, pero además demostró una pasión desbordada por las motos y un espíritu muy competitivo.
Vive hasta los 14 años en su Palma de Mallorca natal, en el barrio de Son Forteza, y pasa los veranos en el municipio coruñés de Puerto del Son, con sus abuelos paternos. Este pueblo le ha dedicado una calle. A los 14 años se traslada a vivir a Barcelona, continuando sus estudios en la Escuela Monlau, al mismo tiempo que se prepara para debutar en el Campeonato del Mundo, como piloto Oficial Derbi.
Al cumplir los dieciocho años decide dejar de tener a su padre a su lado e inicia una nueva etapa en su vida, en la que alterna los éxitos deportivos con numerosas caídas y lesiones. A los 25 años decide volver a entrenar con su padre, con el que comparte dos años y medio su residencia en Lugano (Suiza) país en el que vive como residente.
Después de relaciones tormentosas con su mánager, Lorenzo dirige actualmente su carrera deportiva, apoyado por un grupo de jóvenes profesionales que le acompañan a todas las carreras, con los que ha creado un entorno muy equilibrado, que le permite explotar al máximo sus puntos fuertes como piloto.
El 2 de mayo de 2013, tres días antes del Gran Premio español, el Circuito de Jerez nombraba la decimotercera curva "Curva Lorenzo" sustituyendo al nombre de "Curva Ducados".
Aparte de las carreras, que sigue viviendo de manera apasionada, Jorge disfruta con los deportes en general y con otra pasión, una extensa colección de monos y cascos de los grandes campeones del motociclismo y de la Fórmula 1. Con estas prendas ha creado un Museo en Andorra, en el que los aficionados pueden disfrutar de una importante parte de la historia del motor deportivo.
Después de lograr tres campeonatos del mundo de motociclismo, el piloto obtuvo el carné de conducir A2, para motos limitadas a 35 kW (47 CV), el 6 de marzo de 2012.

## Carrera

### 125 cc
Para 2002 Derbi se fijó en él y en el mismo día de su 15.º cumpleaños se convirtió en el piloto más joven en participar en un Gran Premio de Motociclismo, al participar en el Gran Premio de Jerez del año 2002 en la categoría de 125cc. Esa temporada terminó el 21.º en la tabla de pilotos. En 2003 consiguió su primera victoria en 125cc con Derbi en el Gran Premio de Brasil terminando el 12.º en la clasificación. 2004 supuso su consagración en la categoría de 125cc al ganar 3 grandes premios y terminar 4.º en la tabla.

### 250 cc
En el año 2005, tras correr durante tres temporadas en 125cc, dio el salto a la categoría de 250cc con una Honda RSW250 del equipo Fortuna Honda dirigido por Daniel Amatriain teniendo como compañero a Héctor Barberá, consiguiendo en su temporada de debut en la categoría 6 podios y 4 pole positions, con lo que acabó en quinta posición al final de campeonato.
Para 2006 el equipo dirigido por Daniel Amatriain cambió de Honda a Aprilia, con lo que Lorenzo pasó a pilotar la Aprilia RS250 y se convirtió en piloto oficial de Aprilia, consiguiendo su primer título mundial y ganando en 8 carreras.
En 2007 volvió a ganar el campeonato del mundo de 250cc mucho más cómodamente que la temporada anterior al ganar 9 carreras, lo que le brindó la oportunidad de dar el salto a la categoría reina del motociclismo.

### MotoGP

#### 2008
Para la temporada 2008 Lorenzo pasó a la categoría reina al firmar con el equipo oficial de Yamaha y fue compañero de equipo del entonces siete veces campeón del mundo Valentino Rossi. Aunque Rossi y Lorenzo llevaron la misma montura, usaron diferente proveedor de neumáticos: Mientras Lorenzo usó Michelin, Rossi calzó Bridgestone, tras el buen rendimiento de los neumáticos nipones en 2007.
El 8 de marzo de 2008, Jorge Lorenzo logró la pole en su primera carrera en la categoría reina del motociclismo. Un día después consiguió subir al pódium en segunda posición, por detrás de Casey Stoner y delante de Dani Pedrosa en una gran carrera. Su compañero de equipo Valentino Rossi finalizó en quinta posición a más de 8 segundos de diferencia.

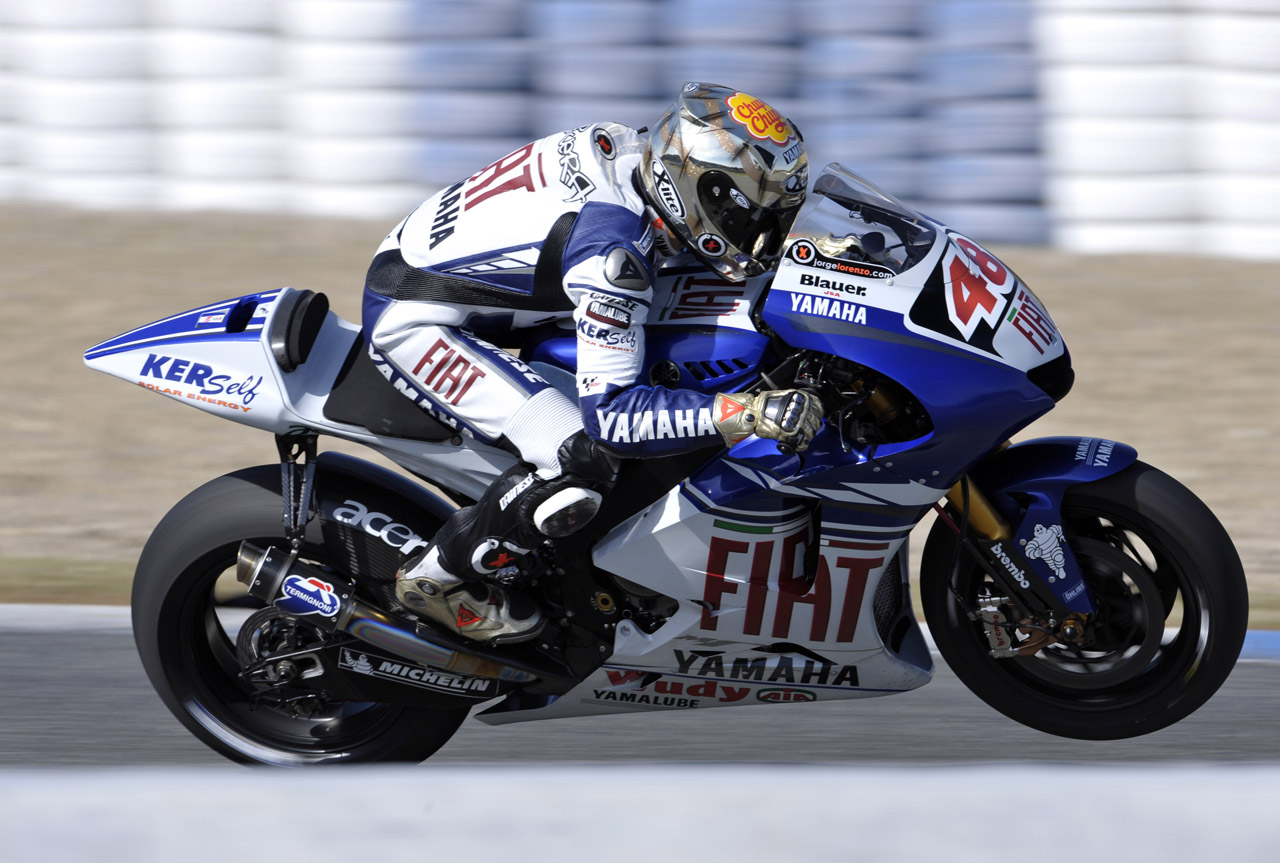
Jorge Lorenzo en las pruebas del circuito de Jerez, en 2008 presentando la nueva Yamaha.

En la segunda carrera de la temporada, en el circuito de Jerez, consiguió la segunda pole position de su carrera, haciéndolo por segunda carrera consecutiva, por lo que se convirtió en el primer piloto novato en la categoría reina en hacer dos poles en las dos primeras carreras de la temporada. Posteriormente, ya en carrera, no conseguiría repetir los buenos números conseguidos en los entrenamientos (que le proyectaban como el rival a batir en carrera) y finalizaría en 3.ª posición, solo por detrás de su compañero de equipo, el italiano Valentino Rossi y el español Dani Pedrosa.
En el Gran Premio de Portugal (y partiendo por 3.ª vez consecutiva desde la pole); consiguió su primera victoria en Moto GP tras abrir un pequeño hueco a mitad de carrera después de haber luchado codo con codo con Valentino Rossi y Dani Pedrosa, que fueron tercero y segundo respectivamente. Alcanzó, además, el liderato del Mundial compartido con Pedrosa, siendo la primera vez en la categoría reina del motociclismo donde se veía primero del Campeonato.
Sin embargo, a partir de ese momento, Lorenzo sufriría una mala racha. El 1 de mayo de 2008, Lorenzo se cayó de su moto durante la práctica para el Gran Premio de China, Se le detectó un hueso astillado y se rompió los ligamentos del tobillo izquierdo, y un hueso fracturado en su derecho. Él todavía era capaz de terminar la carrera en cuarto lugar. Dos semanas más tarde en Le Mans, Lorenzo sufrió dos accidentes en las sesiones de libres, pero logró un segundo puesto en la carrera. En la siguiente carrera en Italia se estrelló durante la carrera, después de clasificarse séptimo en la parrilla. A la siguiente semana en Cataluña experimentó su quinta caída en cuatro carreras, durante un accidente en los entrenamientos que le obligó a perderse la carrera.
Cerró el Campeonato con podios en Misano e Indianápolis y en la cuarta posición en la general con un total de 190 puntos en su estreno en la máxima categoría.

#### 2009
Su temporada empezó bien, con dos victorias (en Japón y Francia) y dos podios más fuera de las cinco carreras, lo que le hicieron ponerse líder del Campeonato.
En el Gran Premio de Cataluña Jorge Lorenzo y su compañero de equipo, Valentino Rossi, protagonizan una de las carreras más ajustadas de los últimos años, siendo el ganador Rossi quien adelantó a Lorenzo en la última curva del circuito. Tras finalizar la carrera Jorge admitió estar orgulloso ya que perdió con el mejor, pero estando orgulloso de su participación. En esa misma carrera al ser en Cataluña, corrió con un casco con el escudo del F. C. Barcelona. Otra carrera interesantísima fue el GP Alemania, en el circuito de Sachsenring, donde tras numerosos adelantamientos y toques, Rossi se llevó el gato al agua de nuevo.
Como consecuencia de un accidente en la calificación en la ronda de Laguna Seca, Lorenzo sufrió una pequeña fractura en la cabeza del cuarto metatarsiano de su pie derecho, contusiones en los huesos de ambos tobillos y daños en la clavícula en el hombro derecho. Dos choques más adelante en la temporada, durante la lluvia en Donninghton Park y Brno obstaculizaron su lucha por el título, ya que estaba 50 puntos por detrás del líder del campeonato, Valentino Rossi. Ganó en Indianápolis, en tanto que Rossi y Dani Pedrosa se estrellaron, lo que redujo la brecha de Lorenzo a Rossi a 25 puntos. Su choque con Nicky Hayden en Australia fue un golpe para sus opciones al título y Rossi logró el título con un tercer puesto en Malasia.

#### 2010
El 25 de agosto de 2009, Lorenzo terminó especulaciones sobre un posible fichaje por Honda o Ducati mediante la firma de un contrato para correr con Yamaha en el Campeonato de MotoGP 2010. Ducati le ofreció supuestamente un contrato de 15 millones de dólares para tomar el puesto dejado vacante por Marco Melandri que fue finalmente tomada por Nicky Hayden.

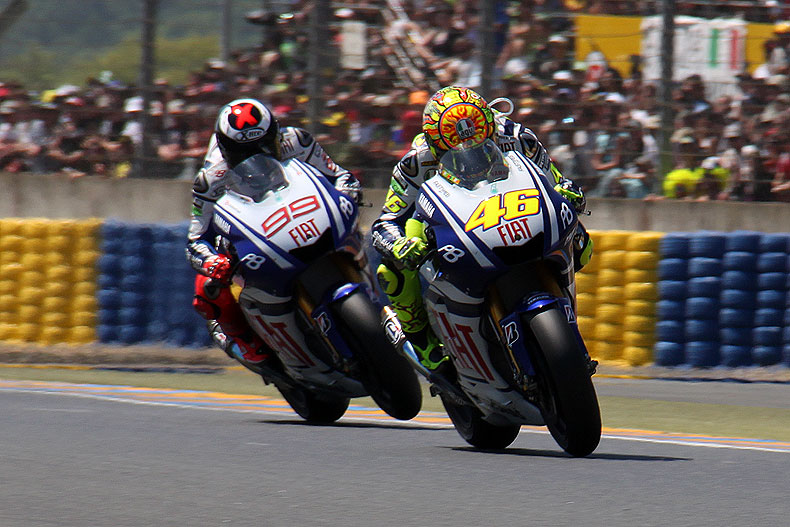
Lorenzo (#99) luchando junto con Valentino Rossi en el GP de Francia de 2010 en el Circuito de Le Mans.

Lorenzo se rompió dos huesos en su mano en pretemporada tras un accidente en bicicleta, por lo que se perdió la mayor parte de las pruebas de pretemporada. Él luchó a través del campo para terminar segundo tras Rossi en la apertura de la temporada en Catar, mientras que todavía no estaba totalmente en forma. Después de que Rossi se rompiera una pierna en un accidente en Mugello, Lorenzo se convirtió en el favorito al título, con una ventaja de 47 puntos después de las cuatro victorias en las primeras seis rondas. La victoria en Assen le hizo apenas el séptimo piloto en ganar en 3 carreras en este prestigioso circuito.
En el Gran Premio de Japón, otra vez Jorge Lorenzo y su compañero de equipo, Valentino Rossi, protagonizan una gran lucha, peleando codo con codo por el tercer lugar del podio, quedando por delante Rossi con quien protagonizó varios adelantamientos en la última vuelta, demostrando mayor experiencia el piloto trasalpino tras una temporada de resultados irregulares.
El día 10 de octubre de 2010, en el Gran Premio de Malasia, Jorge Lorenzo se proclamó campeón del mundo de MotoGP terminando la carrera en tercera posición, ganó las siguientes pruebas y se coronó con el récord de puntos de la categoría, un total de 383 puntos.

#### 2011
En 2011 Jorge Lorenzo, ya no tenía a Valentino como compañero de equipo y su sustituto fue el estadounidense Ben Spies.

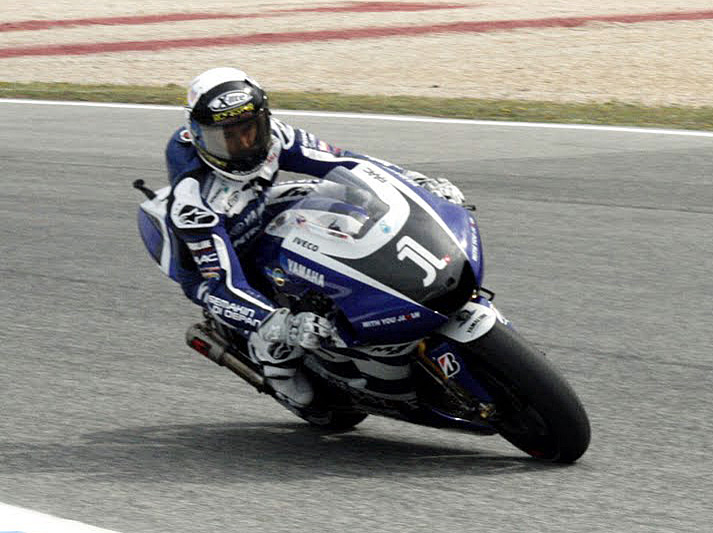
Lorenzo en el GP de Portugal de 2011.

Lorenzo comenzó la temporada 2011 con cuatro podios en las cinco primeras carreras, incluyendo una victoria en el Gran Premio español; en el que se benefició de una colisión entre Casey Stoner y Valentino Rossi, con dos pilotos saliendo de sus motos, y Lorenzo, finalmente, ganó la carrera por casi veinte segundos. Se celebró el liderato del campeonato en el Gran Premio de Gran Bretaña, donde se estrelló fuera de la carrera, que se celebró en condiciones de humedad, por lo que bajó al tercer puesto en la general. ´
Después de un sexto lugar en Assen, Lorenzo luego terminó cada uno de los próximos ocho carreras en las cuatro primeras colocaciones, ganando dos de ellos, en Mugello y Misano.
La lucha por el título de Lorenzo terminó con un choque durante el calentamiento para el Gran Premio de Australia en Phillip Island. Lorenzo perdió la parte final de un dedo, y se sometió a una cirugía exitosa en Melbourne para reparar los daños a la misma, con los cirujanos capaces de salvar los nervios y tendones del cuarto dedo lesionado de su mano izquierda. La cirugía se consideró un éxito y, como resultado ninguna funcionalidad se perdió ya sea en el dedo o la mano.
Finalmente, Jorge finalizó subcampeón con 260 puntos y doblando la rodilla ante el australiano Casey Stoner, que se proclamaría campeón con cierta facilidad. Cabe destacar, que Lorenzo ayudó en la cancelación del Gp de Malasia tras la muerte de Marco Simoncelli.

#### 2012
Lorenzo comenzó 2012, de la mejor manera logrando la pole position en Catar, antes de tomar la victoria en la carrera a la noche siguiente. Después de segundos lugares sucesivos en España y Portugal, Lorenzo luego ganó las dos próximas carreras en Le Mans y Cataluña, en el proceso, abriendo una ventaja de 20 puntos sobre Casey Stoner en el campeonato de pilotos. 
Antes del Gran Premio de Gran Bretaña, Lorenzo firmó un nuevo contrato de dos años con Yamaha, manteniéndolo con el equipo hasta el final de la temporada de 2014. Lorenzo extendió su ventaja en el campeonato a 25 puntos, al ganar la carrera por delante de Stoner. Después de ser sacado del GP de Holanda por Álvaro Bautista y un segundo puesto en el Gran Premio de Alemania, Lorenzo logró su quinta victoria de la temporada en el Gran Premio de Italia para extender su ventaja en el campeonato a 19 sobre Dani Pedrosa.
En las últimas carreras de la temporada, Lorenzo no ganó ninguna y tuvo que resistir a los duros envites de Pedrosa, que iba lanzado a por Lorenzo y a por el Campeonato.
Finalmente, en 2012, tras quedar segundo en el GP de Australia tras Stoner, Jorge Lorenzo volvió a ser campeón de Moto GP por segunda vez en su carrera, firmando una increíble campaña en la que consiguió 16 podios de 18 carreras disputadas, y además resistiendo al mejor Dani Pedrosa de toda su carrera.

#### 2013
Durante este año, Lorenzo tiene una gran batalla con las Honda de Pedrosa, y del recién llegado Marc Márquez. Además este año, Rossi vuelve a ser su compañero de equipo en Yamaha, esta vez con una relación más estable. Su inicio de temporada es bastante bueno con victorias en Catar, Cataluña e Italia.
Sin embargo, sus problemas empiezan en Assen, después de una espectacular caída y fractura de clavícula en los entrenamientos libres del jueves. Tras esto, realizaría una de las gestas más heroícas del motociclismo. Voló de urgencia a Barcelona, ya que en Assen no había sitio, se operó en la madrugada del viernes, voló el sábado de nuevo a Holanda y con los puntos aún recientes disputó la carrera. Finalizó quinto en la carrera más dura de su carrera deportiva.
Sin embargo, una nueva caída en Sachsenring en los libres, le obligan a no disputar este Gran Premio y a correr mermado en el último Gran Premio de la historia en Laguna Seca: 6.º. A partir de ahí, sufriría una gran desventaja en la lucha por el título respecto a Márquez, aunque conseguiría remontar bastantes puntos tras meritorias carreras.
En el circuito de Phillip Island, Jorge Lorenzo se convirtió en el séptimo piloto de todos los tiempos en alcanzar las 50 victorias en su carrera deportiva. Esta victoria todavía le hizo soñar con el título. Finalmente, se proclama subcampeón de la categoría quedando solo a 4 puntos del campeón, Marc Márquez, ganando en Valencia.

#### 2014
En 2014, tiene un complicado inicio de temporada sumando únicamente cuatro podios en las diez primeras carreras, y con un abandono en la primera carrera en Catar y un décimo en la segunda, en Las Américas. Logró su primer podio en Argentina, pero solo logró un podio más - en Mugello - en las próximas cinco carreras. 

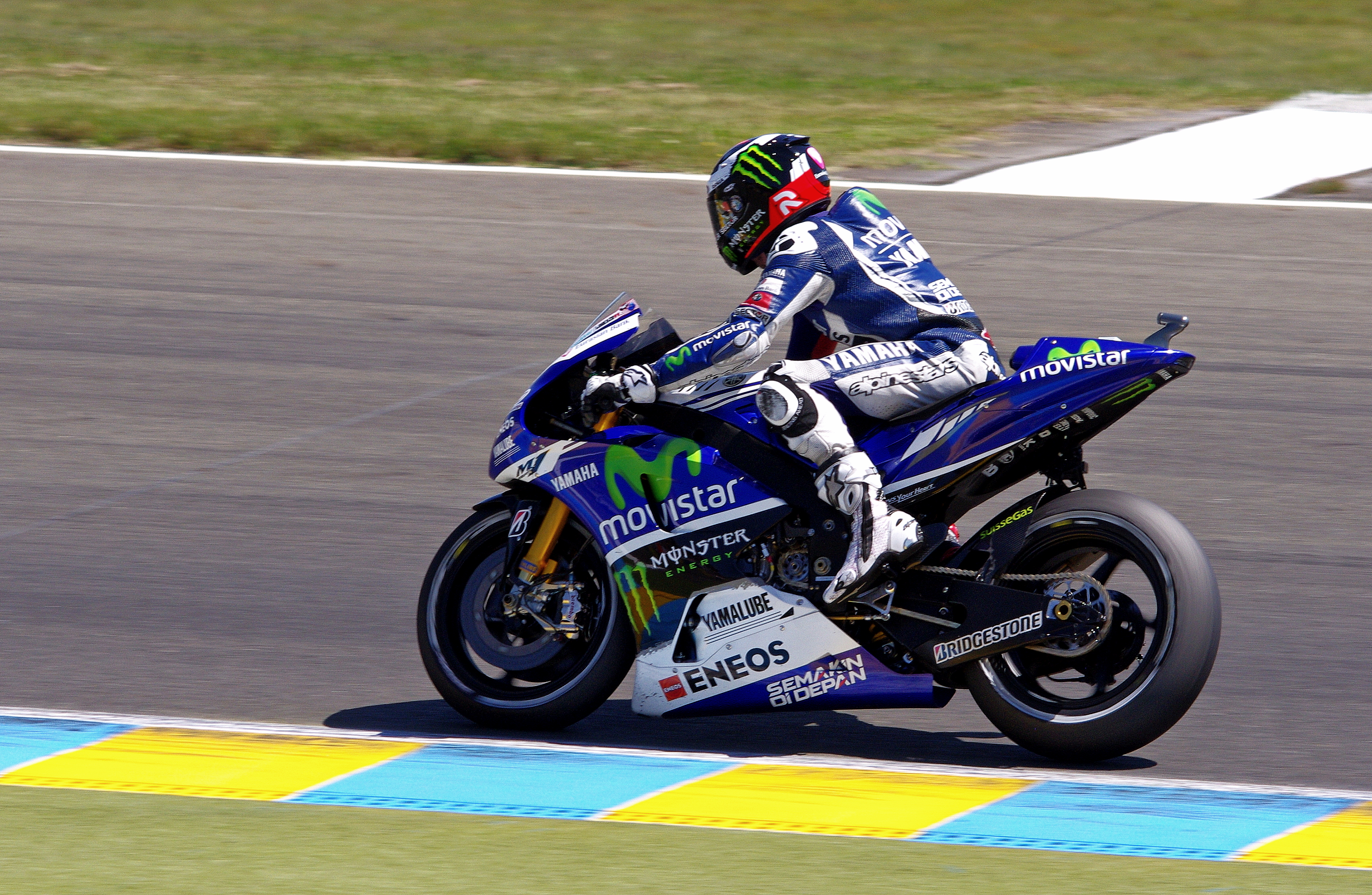
Lorenzo en el Gran Premio de Francia en 2014.

En el punto de la temporada a mitad de camino, en Sachsenring, Lorenzo había recogido sólo 97 puntos; esta cifra era de 128 por detrás del líder del campeonato, Marc Márquez.
Solucionados estos problemas por baja forma física, vuelve a ser el mismo piloto competitivo de siempre. En el GP de Silverstone, el mallorquín consigue su podio número 80 en Moto GP, siendo el quinto piloto de la historia en conseguirlo en la categoría reina. Luego logra otros tres segundos puestos consecutivos en los circuitos de Brno, Silverstone y Misano.
En el GP de Aragón, ganó la carrera número 800 de la Categoría reina y primera de la temporada. Finalmente acaba tercero en la clasificación general. Lorenzo siguió esa victoria con una victoria en la próxima carrera en Motegi, también después de haber ganado en el circuito en 2009 y 2013. Para la mayoría de la temporada, Lorenzo estuvo involucrado en una rivalidad de tres vías con su compañero de equipo Rossi y Dani Pedrosa para reclamar el subcampeonato. En Valencia, Lorenzo tomó la decisión de cambiar de moto - en la vuelta 20 - tras una ligera lluvia. Se esforzó por conseguir que la moto llegará a meta, pero se detuvo en las últimas vueltas, y se retiró de la carrera. Terminó tercero en la clasificación final del campeonato detrás de Márquez y Rossi, con 263 puntos.

#### 2015
En 2015, vuelve a comenzar el año con cierta irregularidad, con dos cuartos puestos en Catar y Las Américas y un quinto en el Gran Premio de Argentina. Logró su primera victoria de la temporada en Jerez y continúa ganando las tres siguientes citas: Le Mans (Francia), Mugello (Italia) y Cataluña (España), en todas ellas tras escaparse en las primeras vueltas, y dominar la carrera de principio a fin. Debido a esto, escaló hasta la segunda posición en la general a tan solo dos puntos de su compañero de equipo, Valentino Rossi.
Después de esta carrera, los neumáticos volvieron a ser cambiados, lo que perjudicó a Lorenzo. En Assen fue tercero tras Rossi y Márquez, y en el GP de Alemania tan solo pudo ser cuarto, por lo cual perdió terreno con Rossi.
Tras estas carreras, y el parón veraniego, Lorenzo volvió a encontrar mejoras. En Indianápolis tras ir líder toda la carrera, cedió ante Marc Márquez en las últimas vueltas, aunque en Brno, volvió a ganar tras dominar la carrera de principio a fin. Después de esto, llegaron dos malos resultados para Jorge, con un cuarto en Silverstone (debido a la lluvia) y su primer abandono en San Marino. Luego ganó en casa, en Aragón, por lo que la ventaja con Rossi antes de la gira asiática se volvía a reducir.
En Japón, Lorenzo fue tercero tras ser superado en las últimas vueltas por Dani Pedrosa y Valentino Rossi, por lo que el Mundial se le complicaba mucho. Sin embargo, en las siguientes dos carreras en Phillip Island y Circuito de Sepang, superó a Rossi siendo en ambas 2.º, por lo cual se quedaba a tan solo 7 puntos del italiano a falta de la última carrera. Además, de cara a esa última carrera, Rossi fue sancionado con salir último en Valencia, tras hacer caer de una patada a Marc Márquez en Sepang.
Finalmente, Lorenzo consiguió la pole (batiendo el récord del circuito) y ganó el mundial de MotoGP de 2015 en Valencia tras ganar la carrera y superar a Rossi en cinco puntos (330 ante 325) tras ser este 4.º. Con este título suma ya 3 en la categoría reina, sumando un total de 5, lo que le convierten en el mejor piloto español de la historia.

#### 2016
Lorenzo comenzó la temporada 2016 al ganar de nuevo desde la pole position en su circuito predilecto, Catar. En las siguientes tres carreras, Lorenzo no logró ninguna victoria y se quedó detrás de Marc Márquez en la carrera por el título tras un abandono - en Argentina - y dos segundos puestos - en Las Américas y Jerez -. Precisamente, justo antes de la carrera en el Gran Premio de España en Jerez, Lorenzo anunció que dejaría el equipo de Yamaha para unirse a Ducati la próxima temporada.
Dos victorias consecutivas en Francia (en Le Mans) e Italia (Mugello) lo pusieron de nuevo al frente del campeonato para luego caer al tercer puesto debido a un descenso en el rendimiento en las siguientes 5 carreras.
En Misano, Lorenzo logró un récord de vuelta de calificación para reclamar su sexta pole de su carrera, un récord histórico. Finalmente, Lorenzo terminaría tercero en Misano y el siguiente fin de semana en el Gran Premio de Aragón, terminaría segundo, lo que le volvía a situar en la lucha por subcampeonato del Mundo.
Pero a falta de cinco vueltas para la finalización del Gran Premio de Japón, se estrelló mientras corría en 2° lugar, asegurándose de esta forma matemáticamente Marc Márquez su tercer Campeonato Mundial de MotoGP. Sin embargo, terminó la temporada en Valencia no solo con un récord de vuelta de calificación y su pole número 65 de su carrera, sino con una victoria en su carrera final con Yamaha.

## Resultados

### Campeonato del Mundo de Motociclismo

#### Por categoría
| Cat.   | Temporadas | Primer GP   | Primer Podio        | Primera Victoria    | Carreras | Victorias | Podios | Poles | V.Ráp. | Pts. | CM |
| ------ | ---------- | ----------- | ------------------- | ------------------- | -------- | --------- | ------ | ----- | ------ | ---- | -- |
| 125cc  | 2002-2004  | España 2002 | Río de Janeiro 2003 | Río de Janeiro 2003 | 46       | 4         | 9      | 3     | 3      | 279  | -  |
| 250cc  | 2005-2007  | España 2005 | Italia 2005         | España 2006         | 48       | 17        | 29     | 23    | 4      | 768  | 2  |
| MotoGP | 2008-2019  | Catar 2008  | Catar 2008          | Portugal 2008       | 203      | 47        | 114    | 43    | 30     | 2899 | 3  |
| Total  | 2002–2019  | 2002–2019   | 2002–2019           | 2002–2019           | 297      | 68        | 152    | 69    | 37     | 3946 | 5  |

#### Por temporada
| Temporada | Cat.   | Moto    | Equipo                   | Carreras | Victorias | Podios | Poles | V.Ráp. | Pts. | Pos. |
| --------- | ------ | ------- | ------------------------ | -------- | --------- | ------ | ----- | ------ | ---- | ---- |
| 2002      | 125cc  | Derbi   | Caja Madrid Derbi Racing | 14       | 0         | 0      | 0     | 0      | 21   | 21.º |
| 2003      | 125cc  | Derbi   | Caja Madrid Derbi Racing | 16       | 1         | 2      | 1     | 1      | 79   | 12.º |
| 2004      | 125cc  | Derbi   | Caja Madrid Derbi Racing | 16       | 3         | 7      | 2     | 2      | 179  | 4.º  |
| 2005      | 250cc  | Honda   | Fortuna Honda            | 15       | 0         | 6      | 4     | 0      | 167  | 5.º  |
| 2006      | 250cc  | Aprilia | Fortuna Aprilia          | 16       | 8         | 11     | 10    | 1      | 289  | 1.º  |
| 2007      | 250cc  | Aprilia | Fortuna Aprilia          | 17       | 9         | 12     | 9     | 3      | 312  | 1.º  |
| 2008      | MotoGP | Yamaha  | Fiat Yamaha Team         | 17       | 1         | 6      | 4     | 1      | 190  | 4.º  |
| 2009      | MotoGP | Yamaha  | Fiat Yamaha Team         | 17       | 4         | 12     | 5     | 4      | 261  | 2.º  |
| 2010      | MotoGP | Yamaha  | Fiat Yamaha Team         | 18       | 9         | 16     | 7     | 4      | 383  | 1.º  |
| 2011      | MotoGP | Yamaha  | Yamaha Factory Racing    | 15       | 3         | 10     | 2     | 2      | 260  | 2.º  |
| 2012      | MotoGP | Yamaha  | Yamaha Factory Racing    | 18       | 6         | 16     | 7     | 5      | 350  | 1.º  |
| 2013      | MotoGP | Yamaha  | Yamaha Factory Racing    | 17       | 8         | 14     | 4     | 2      | 330  | 2.º  |
| 2014      | MotoGP | Yamaha  | Movistar Yamaha MotoGP   | 18       | 2         | 11     | 1     | 2      | 263  | 3.º  |
| 2015      | MotoGP | Yamaha  | Movistar Yamaha MotoGP   | 18       | 7         | 12     | 5     | 6      | 330  | 1.º  |
| 2016      | MotoGP | Yamaha  | Movistar Yamaha MotoGP   | 18       | 4         | 10     | 4     | 2      | 233  | 3.º  |
| 2017      | MotoGP | Ducati  | Ducati Team              | 18       | 0         | 3      | 0     | 0      | 137  | 7.º  |
| 2018      | MotoGP | Ducati  | Ducati Team              | 14       | 3         | 4      | 3     | 2      | 134  | 9.º  |
| 2019      | MotoGP | Honda   | Repsol Honda Team        | 15       | 0         | 0      | 0     | 0      | 28   | 19.º |
| Total     | Total  | Total   | Total                    | 297      | 68        | 152    | 69    | 37     | 3946 |      |

#### Carreras por año
| Año  | Cat.   | Moto    | 1       | 2       | 3       | 4       | 5       | 6       | 7       | 8       | 9       | 10      | 11      | 12      | 13      | 14      | 15      | 16      | 17      | 18      | 19     | Pos. | Pts. |
| ---- | ------ | ------- | ------- | ------- | ------- | ------- | ------- | ------- | ------- | ------- | ------- | ------- | ------- | ------- | ------- | ------- | ------- | ------- | ------- | ------- | ------ | ---- | ---- |
| 2002 | 125cc  | Derbi   | JPN     | RSA     | SPA 22  | FRA 19  | ITA 20  | CAT 14  | NED 16  | GBR 13  | GER 17  | CZE 20  | POR Ret | BRA 7   | PAC 9   | MAL 20  | AUS Ret | VAL 22  |         |         |        | 21.º | 21   |
| 2003 | 125cc  | Derbi   | JPN Ret | RSA 24  | SPA 15  | FRA Ret | ITA Ret | CAT 6   | NED Ret | GBR Ret | GER 21  | CZE 12  | POR 6   | BRA 1   | PAC Ret | MAL 3   | AUS 8   | VAL 11  |         |         |        | 12.º | 79   |
| 2004 | 125cc  | Derbi   | RSA 16  | SPA Ret | FRA 3   | ITA 10  | CAT 5   | NED 1   | BRA Ret | GER 6   | GBR 3   | CZE 1   | POR 3   | JPN 7   | QAT 1   | MAL Ret | AUS 2   | VAL Ret |         |         |        | 4.º  | 179  |
| 2005 | 250cc  | Honda   | SPA 6   | POR 10  | CHN 9   | FRA 5   | ITA 2   | CAT Ret | NED 3   | GBR 8   | GER Ret | CZE 2   | JPN Ret | MAL EX  | QAT 2   | AUS 3   | TUR 4   | VAL 2   |         |         |        | 5.º  | 167  |
| 2006 | 250cc  | Aprilia | SPA 1   | QAT 1   | TUR Ret | CHN 4   | FRA Ret | ITA 1   | CAT 2   | NED 1   | GBR 1   | GER 3   | CZE 1   | MAL 1   | AUS 1   | JPN 3   | POR 5   | VAL 4   |         |         |        | 1.º  | 289  |
| 2007 | 250cc  | Aprilia | QAT 1   | SPA 1   | TUR 2   | CHN 1   | FRA 1   | ITA 8   | CAT 1   | GBR Ret | NED 1   | GER 4   | CZE 1   | RSM 1   | POR 3   | JPN 11  | AUS 1   | MAL 3   | VAL 7   |         |        | 1.º  | 312  |
| 2008 | MotoGP | Yamaha  | QAT 2   | SPA 3   | POR 1   | CHN 4   | FRA 2   | ITA Ret | CAT DNS | GBR 6   | NED 6   | GER Ret | USA Ret | CZE 10  | RSM 2   | IND 3   | JPN 4   | AUS 4   | MAL Ret | VAL 8   |        | 4.º  | 190  |
| 2009 | MotoGP | Yamaha  | QAT 3   | JPN 1   | SPA Ret | FRA 1   | ITA 2   | CAT 2   | NED 2   | USA 3   | GER 2   | GBR Ret | CZE Ret | IND 1   | RSM 2   | 'POR' 1 | AUS Ret | MAL 4   | VAL 3   |         |        | 2.º  | 261  |
| 2010 | MotoGP | Yamaha  | QAT 2   | SPA 1   | FRA 1   | ITA 2   | GBR 1   | 'NED' 1 | 'CAT' 1 | 'GER' 2 | 'USA' 1 | CZE 1   | IND 3   | RSM 2   | ARA 4   | JPN 4   | 'MAL' 3 | AUS 2   | POR 1   | VAL 1   |        | 1.º  | 383  |
| 2011 | MotoGP | Yamaha  | QAT 2   | SPA 1   | 'POR' 2 | FRA 4   | CAT 2   | GBR Ret | NED 6   | ITA 1   | GER 2   | 'USA' 2 | CZE 4   | IND 4   | RSM 1   | ARA 3   | JPN 2   | AUS DNS | MAL INJ | VAL INJ |        | 2.º  | 260  |
| 2012 | MotoGP | Yamaha  | 'QAT' 1 | 'SPA' 2 | POR 2   | FRA 1   | CAT 1   | GBR 1   | NED Ret | ITA 1   | GER 2   | 'USA' 2 | IND 2   | 'CZE' 2 | RSM 1   | 'ARA' 2 | 'JPN' 2 | 'MAL' 2 | AUS 2   | VAL Ret |        | 1.º  | 350  |
| 2013 | MotoGP | Yamaha  | 'QAT' 1 | AME 3   | 'SPA' 3 | FRA 7   | ITA 1   | CAT 1   | NED 5   | GER DNS | USA 6   | IND 3   | CZE 3   | GBR 1   | RSM 1   | ARA 2   | MAL 3   | 'AUS' 1 | 'JPN' 1 | VAL 1   |        | 2.º  | 330  |
| 2014 | MotoGP | Yamaha  | QAT Ret | AME 10  | ARG 3   | SPA 4   | FRA 6   | ITA 2   | CAT 4   | NED 13  | GER 3   | IND 2   | CZE 2   | GBR 2   | 'RSM' 2 | ARA 1   | JPN 1   | AUS 2   | MAL 3   | VAL Ret |        | 3.º  | 263  |
| 2015 | MotoGP | Yamaha  | QAT 4   | AME 4   | ARG 5   | SPA 1   | FRA 1   | ITA 1   | CAT 1   | NED 3   | GER 4   | IND 2   | 'CZE' 1 | GBR 4   | RSM Ret | ARA 1   | JPN 3   | AUS 2   | MAL 2   | VAL 1   |        | 1.º  | 330  |
| 2016 | MotoGP | Yamaha  | QAT 1   | ARG Ret | AME 2   | SPA 2   | FRA 1   | ITA 1   | CAT Ret | NED 10  | GER 15  | AUT 3   | CZE 17  | GBR 8   | SMR 3   | ARA 2   | JPN Ret | AUS 6   | MAL 3   | VAL 1   |        | 3.º  | 233  |
| 2017 | MotoGP | Ducati  | QAT 11  | ARG Ret | AME 9   | SPA 3   | FRA 6   | ITA 8   | CAT 4   | NED 15  | GER 11  | CZE 15  | AUT 4   | GBR 5   | RSM Ret | ARA 3   | JPN 6   | AUS 15  | MAL 2   | VAL Ret |        | 7.º  | 137  |
| 2018 | MotoGP | Ducati  | QAT Ret | ARG 15  | AME 11  | SPA Ret | FRA 6   | ITA 1   | CAT 1   | NED 7   | GER 6   | CZE 2   | AUT 1   | GBR C   | RSM 17  | ARA Ret | THA DNS | JPN WD  | AUS INJ | MAL WD  | VAL 12 | 9.º  | 134  |
| 2019 | MotoGP | Honda   | QAT 13  | ARG 12  | AME Ret | SPA 12  | FRA 11  | ITA 13  | CAT Ret | NED DNS | GER INJ | CZE INJ | AUT INJ | GBR 14  | RSM 14  | ARA 20  | THA 18  | JPN 17  | AUS 16  | MAL 14  | VAL 13 | 19.º | 28   |

| Color     | Resultado                                                               |
| --------- | ----------------------------------------------------------------------- |
| Oro       | Ganador                                                                 |
| Plata     | 2.ª plaza                                                               |
| Bronce    | 3.ª plaza                                                               |
| Verde     | Finalizó en los puntos                                                  |
| Azul      | Finalizó sin puntos                                                     |
| Azul      | NC - No clasificado                                                     |
| Violeta   | Ret - No terminó (Carrera)                                              |
| Rojo      | DNQ - No se clasificó                                                   |
| Negro     | DSQ - Descalificado                                                     |
| Blanco    | DNS - No empezó (carrera)                                               |
| Blanco    | WD - Retirado (fin de semana)                                           |
| Blanco    | C - Carrera cancelada                                                   |
| Sin color | DNP - Inscrito pero no participó                                        |
| Sin color | INJ - Lesionado                                                         |
| Sin color | EX - Excluido                                                           |
| Estado    | Resultado                                                               |
| Negrita   | Pole position                                                           |
| Cursiva   | Vuelta rápida                                                           |
| x         | Posición en carrera sprint                                              |
| †         | Abandona, pero clasifica al completar el porcentaje requerido para ello |

## Condecoraciones
| Distinción                                                     | Año  |
| -------------------------------------------------------------- | ---- |
| Medalla de Oro - Real Orden del Mérito Deportivo               | 2013 |
| Galardón                                                       | Año  |
| Premio Nacional del Deporte «Mejor deportista español del año» | 2010 |

## Rivalidades
Lorenzo también es conocido por sus rivalidades dentro del circuito. Mientras estaba en 125cc y 250cc, era conocido por su forma de arriesgar, sobre todo en los adelantamientos.
Su más conocida rivalidad fue la que mantuvo con Dani Pedrosa desde que corrían en 125cc y en la que incluso, el Rey de España, Don Juan Carlos I, intentó juntarles las manos en el podio de Jerez 2008, sin éxito alguno. Actualmente, mantiene una gran relación con el catalán.
Con Valentino Rossi también ha tenido sus más y sus menos, más acentuados en la primera etapa de Yamaha de ambos, cuando estaban separados sus box con un muro.
Sin embargo, su enfado con Marco Simoncelli en Estoril 2011 en la rueda de prensa ha sido el que más repercusión ha tenido. Lorenzo primero acusó al italiano diciendo lo siguiente: si sigue pilotando así, algo malo pasará tarde o temprano, sobre todo tras el recuerdo de una maniobra de Simoncelli en Valencia 2010, que a punto estuvo de tirar a Lorenzo. El italiano comentó lo siguiente en rueda de prensa: creo que Lorenzo no es el más indicado para hablar, creo que él fue descalificado hace unos años por Dirección de Carrera, y en Valencia el año pasado el error lo cometió él. Tras una serie de rifirrafes, Lorenzo terminó diciendo finalmente ante las risas de los periodistas lo siguiente: todo el mundo se ríe con esta pregunta, pero no es gracioso, porque estamos jugando con nuestras vidas. Estamos corriendo a 300kms por hora sobre motos que son muy potentes y muy pesadas. No son minimotos. Es un deporte peligroso y hay que pensar en lo que se está haciendo. Estoy dispuesto a pelear con todos los pilotos, pero me gusta hacerlo limpiamente. Ese es el camino. Me he lesionado muchas veces, hice caer a De Angelis en Japón y fue culpa mía, un error, así que desde ese momento siempre he tratado de correr con limpieza. Puedo cometer un error porque soy humano, pero normalmente cuando estoy pilotando pienso dos veces las cosas. No soy impulsivo, porque una cosa es jugar con tu salud y otra es jugar con la salud de los otros. Cinco meses después, tras la muerte de Simoncelli en el GP de Malasia, a Lorenzo se le vio muy afectivo con su familia, e incluso acudió a Italia al funeral de este.
En marzo de 2021 fue muy criticado por Jack Miller y Aleix Espargaró entre otros por mofarse de una caída sufrida por Cal Crutchlow - sustituto de Lorenzo como piloto probador de Yamaha - en las pruebas previas al comienzo del Mundial.
También ha mantenido polémicas con otros rivales como Marc Márquez, Álvaro Bautista o Alex de Angelis e incluso con personas no relacionadas con el mundo del motor, como por ejemplo Alejandro Sanz o incluso Pablo Motos.

## Celebraciones
La celebración más típica y repetida de Lorenzo fue clavar, en los circuitos en los que ganaba, una bandera negra que contenía el logotipo de su marca X Fuera. En el Circuito de Jerez añadía un chapuzón en la laguna a esa celebración. Otras maneras de festejar sus triunfos incluyeron imitaciones a un astronauta caminando por la Luna tras ganar en Estoril, a los personajes Mario Bros de Nintendo haciendo acto de presencia en la vía, a Los Beatles y también a Hélio Castroneves en recuerdo de su primera victoria en las 500 millas, en el Indianapolis Motor Speedway, cabalgando por una valla.

## Algunas publicaciones
- Jorge Lorenzo: El nuevo rey de moto GP[10]
- Lo que aprendí hasta los 30: Mis secretos para alcanzar el éxito en todo lo que te propongas[11]